# Mandalaj
Mandalaj je druhé největší město Myanmaru a metropole regionu Mandalay (dříve Horní Barmy). Má necelý milion obyvatel, s aglomerací až 2 a půl milionu. Je správním centrem oblasti Mandalaj.
Mandalaj byla založena v roce 1857, o rok později sem král Mintoun přesunul svůj dvůr a učinil z ní poslední hlavní město královské tehdejší Barmy, jímž zůstala až do r. 1885, kdy město obsadili Britové, kteří učinili hlavním centrem celé země nově vybudovaný Rangún. Z původního mandalajského královského paláce se po britské a později japonské okupaci nezachovalo téměř nic – jeho současná podoba je novodobou rekonstrukcí.
Hlavními atrakcemi města jsou Mandalajský vrch (vysoký 263 m) s výhledem na město i řeku Iravádí a chrám Mahamuniho, zasvěcený nejposvátnější myanmarské soše Buddhy-Mahamuniho.
V okolí města se nachází hned několik historicky důležitých míst, zejména bývalá hlavní města Ava (Inwa), Sakaing a Amarapura, a také vesnice Mingún s pozůstatky monumentální nedostavěné stúpy. Tu začal stavět r. 1790, s úmyslem postavit největší pagodu na světě, král Bodawpaya. Stavba byla finančně značně náročná, král r. 1813 zemřel a stúpa zde zůstala nedokončena. Později (r.1838) byla značně poškozena zemětřesením. V Mingúnu se rovněž nachází největší (funkční) zvon na světě (Mingún Bell), vážící 90 tun.

## Partnerská města
- Cirebon, Indonésie
- Kchun-ming, Čína
- Phnompenh, Kambodža
- Ulsan, Jižní Korea

## Obrazárna

Mandalaj - Mandalay - မန္တလေးမြို့
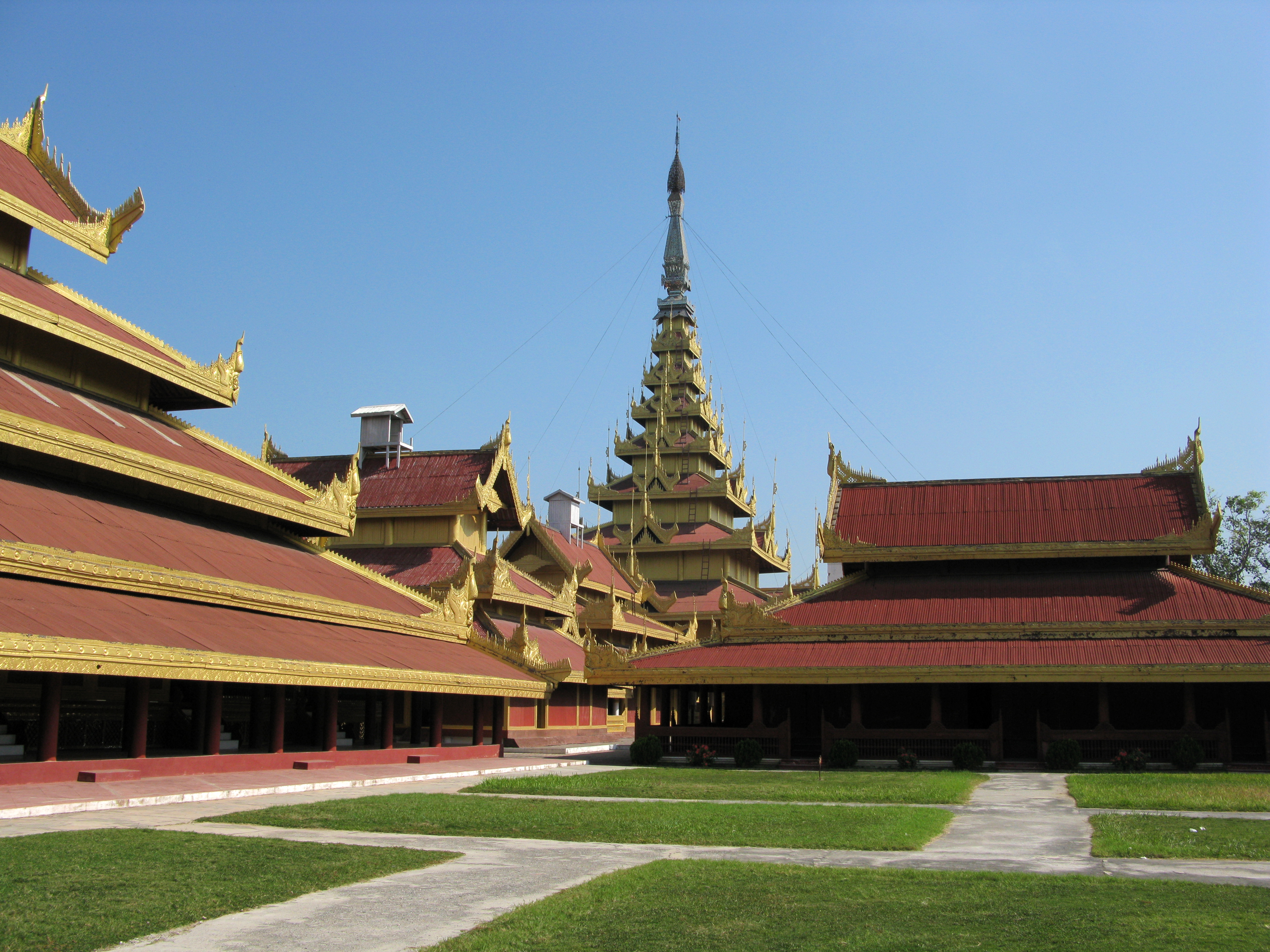
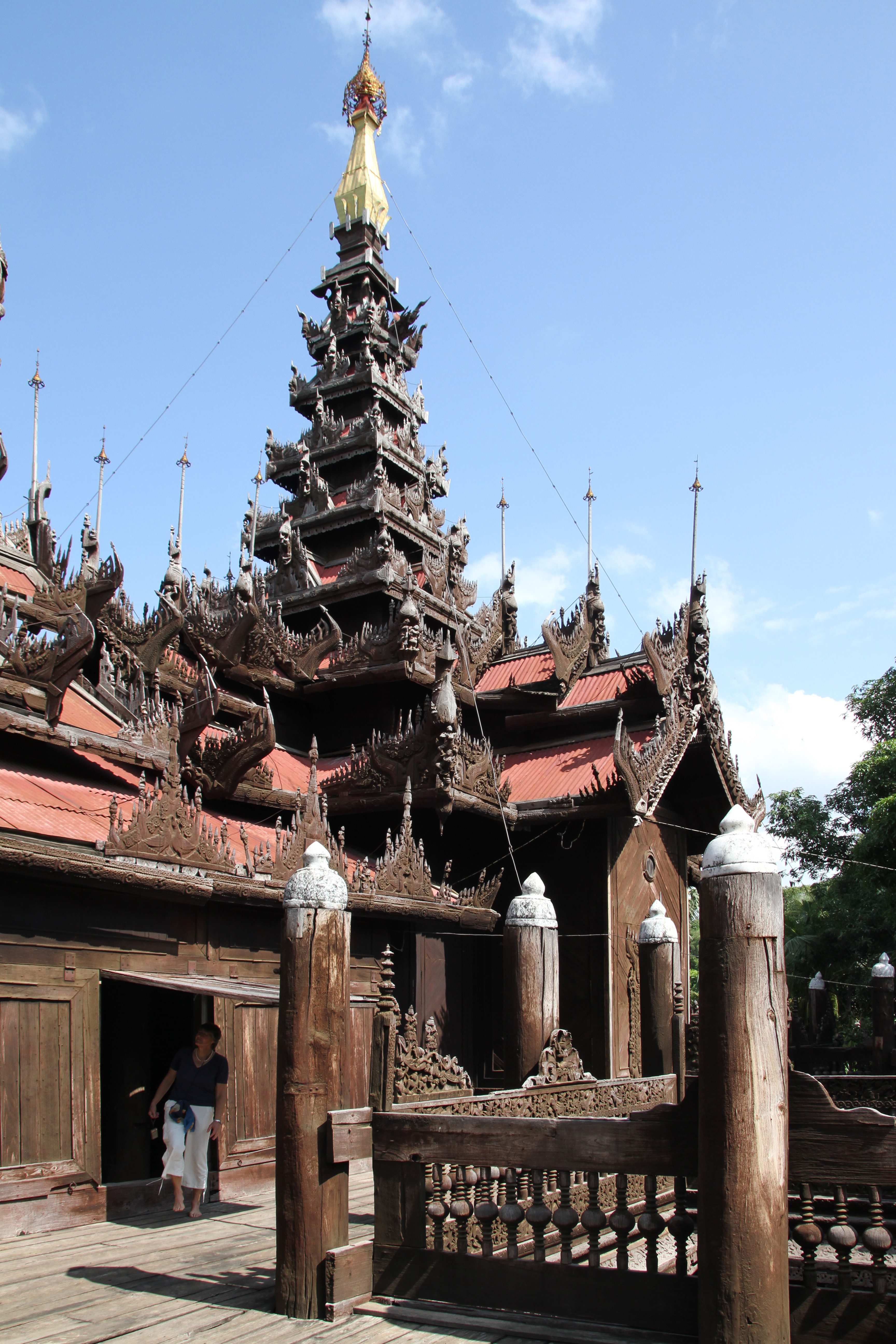
Shwe Inn Bin
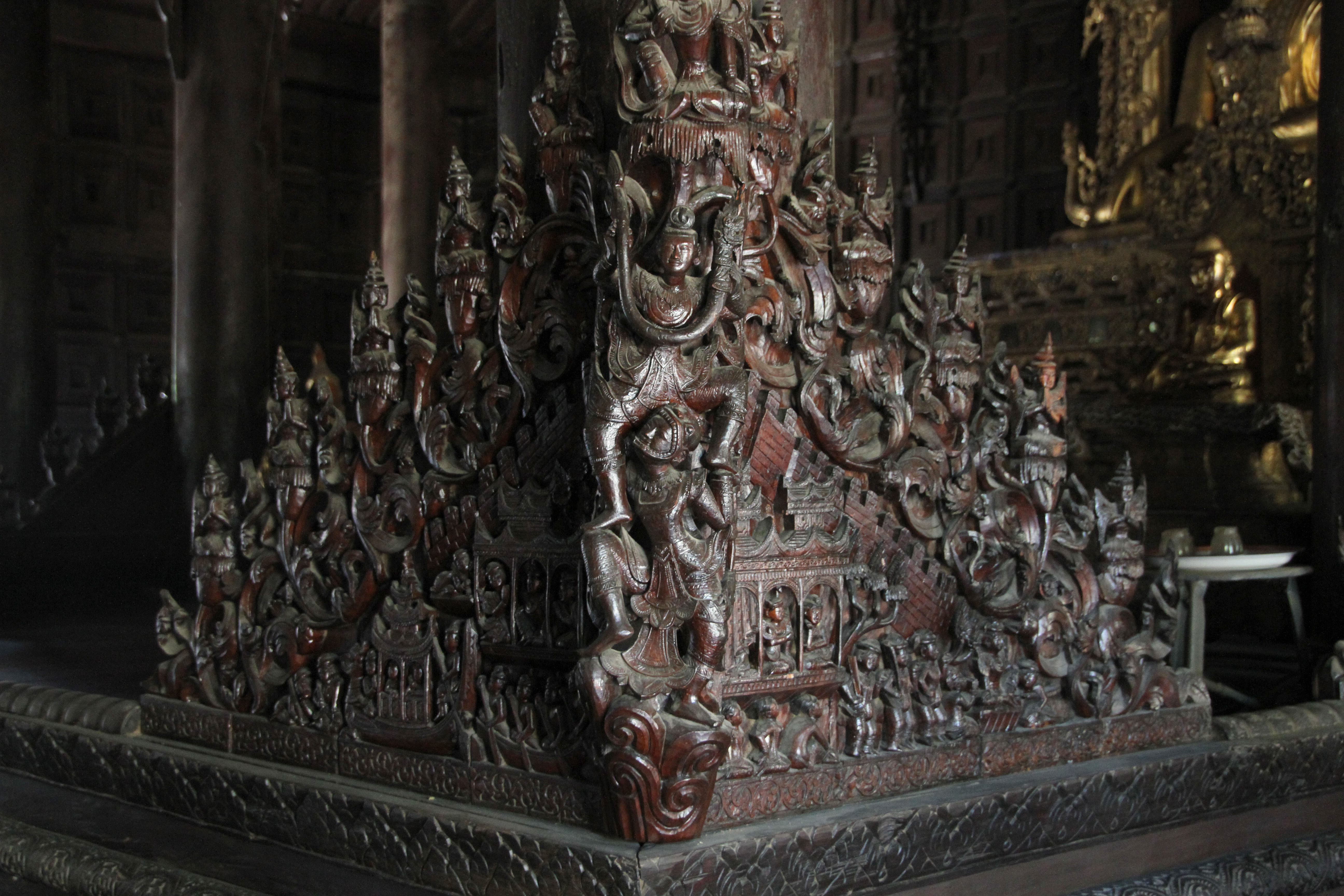
Shwe Inn Bin
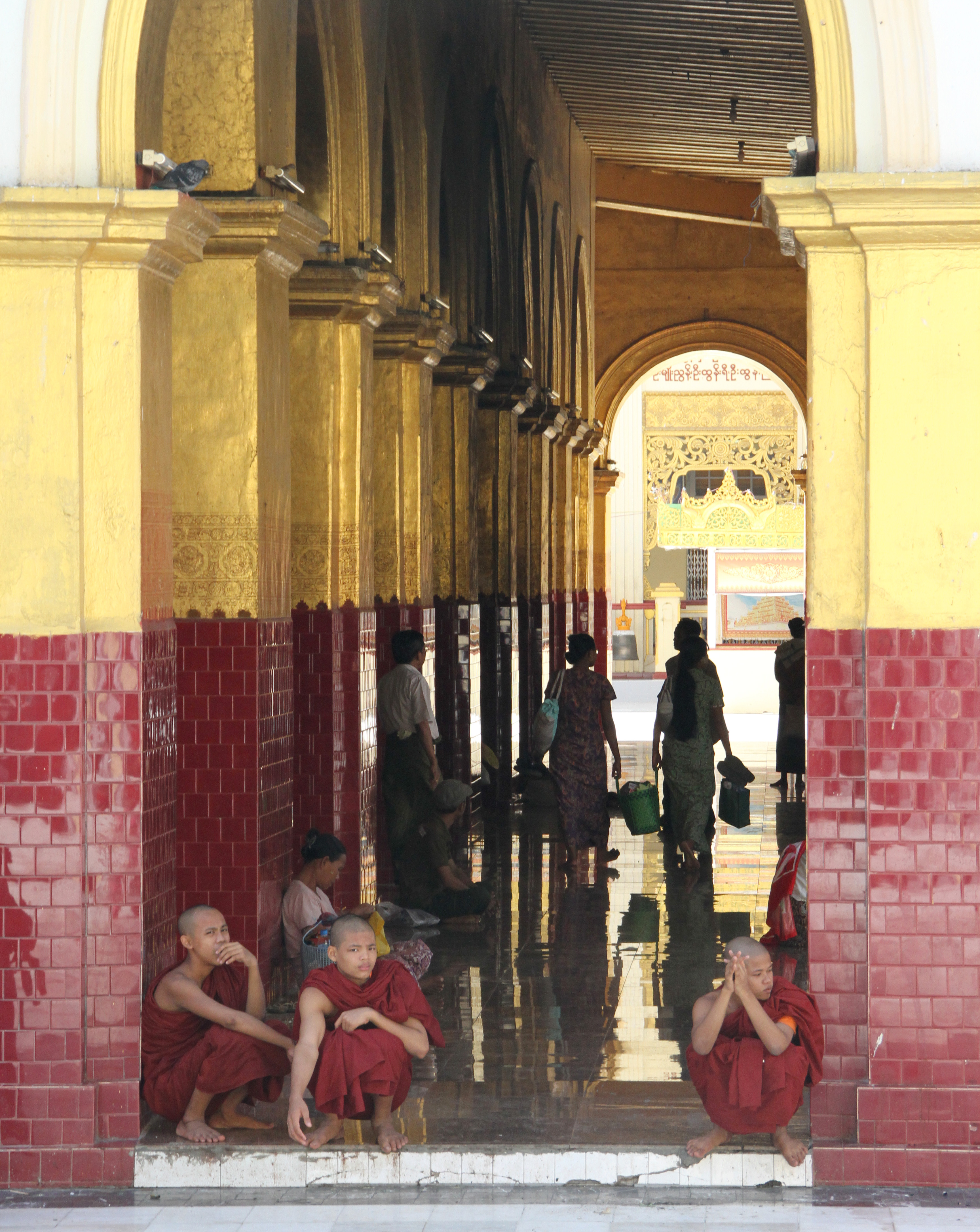
Mahamuni
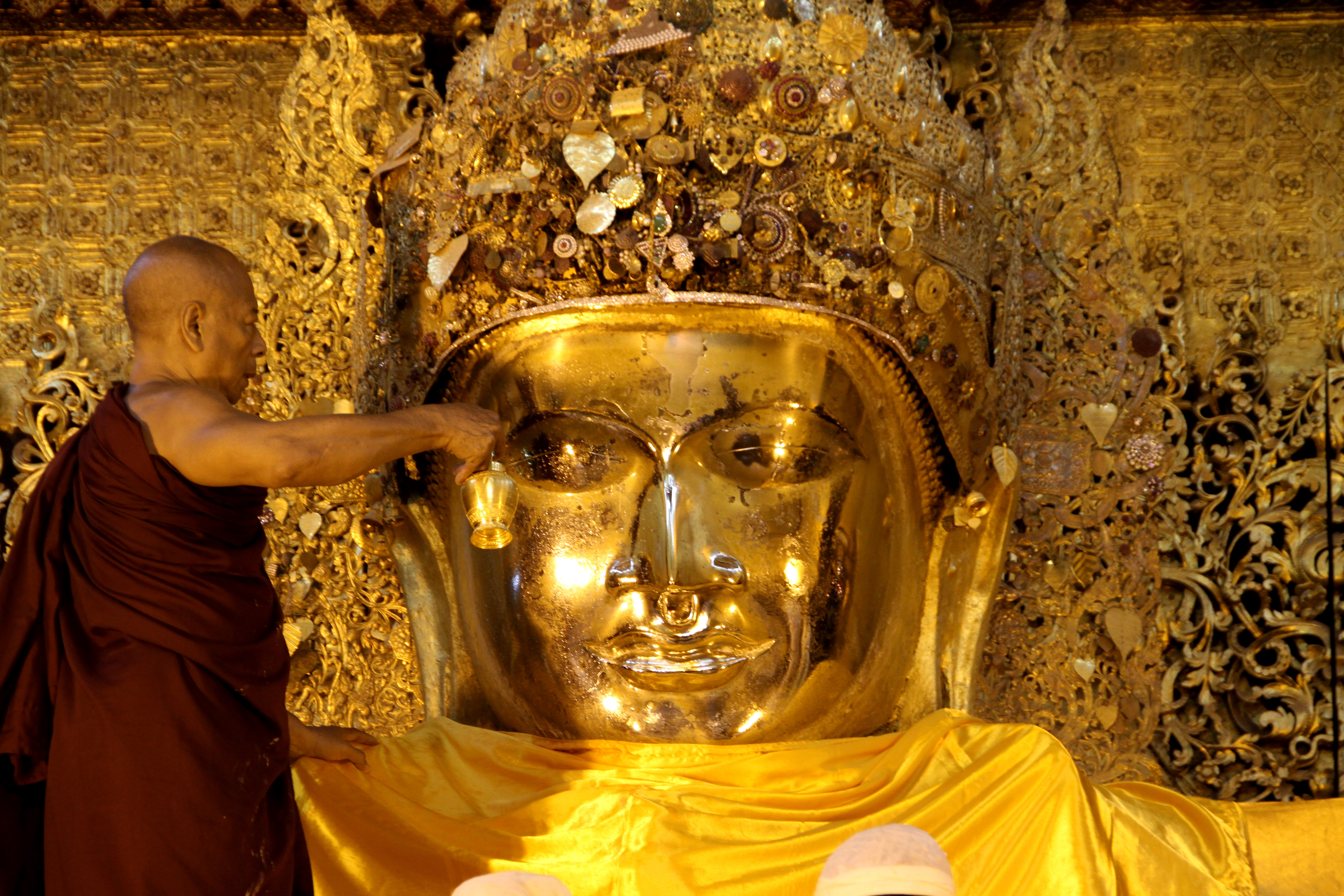
Mahamuni
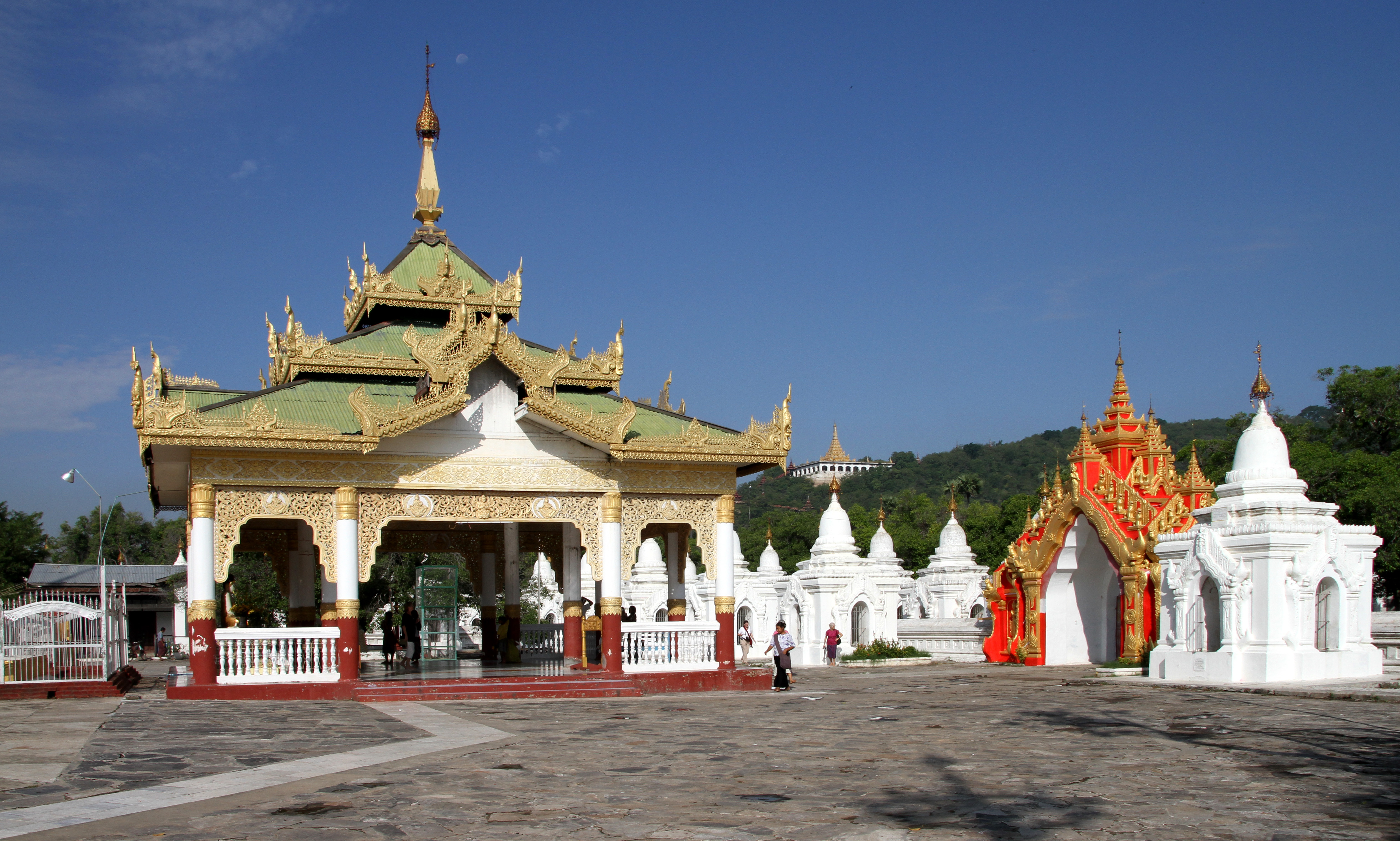
Kuthodaw
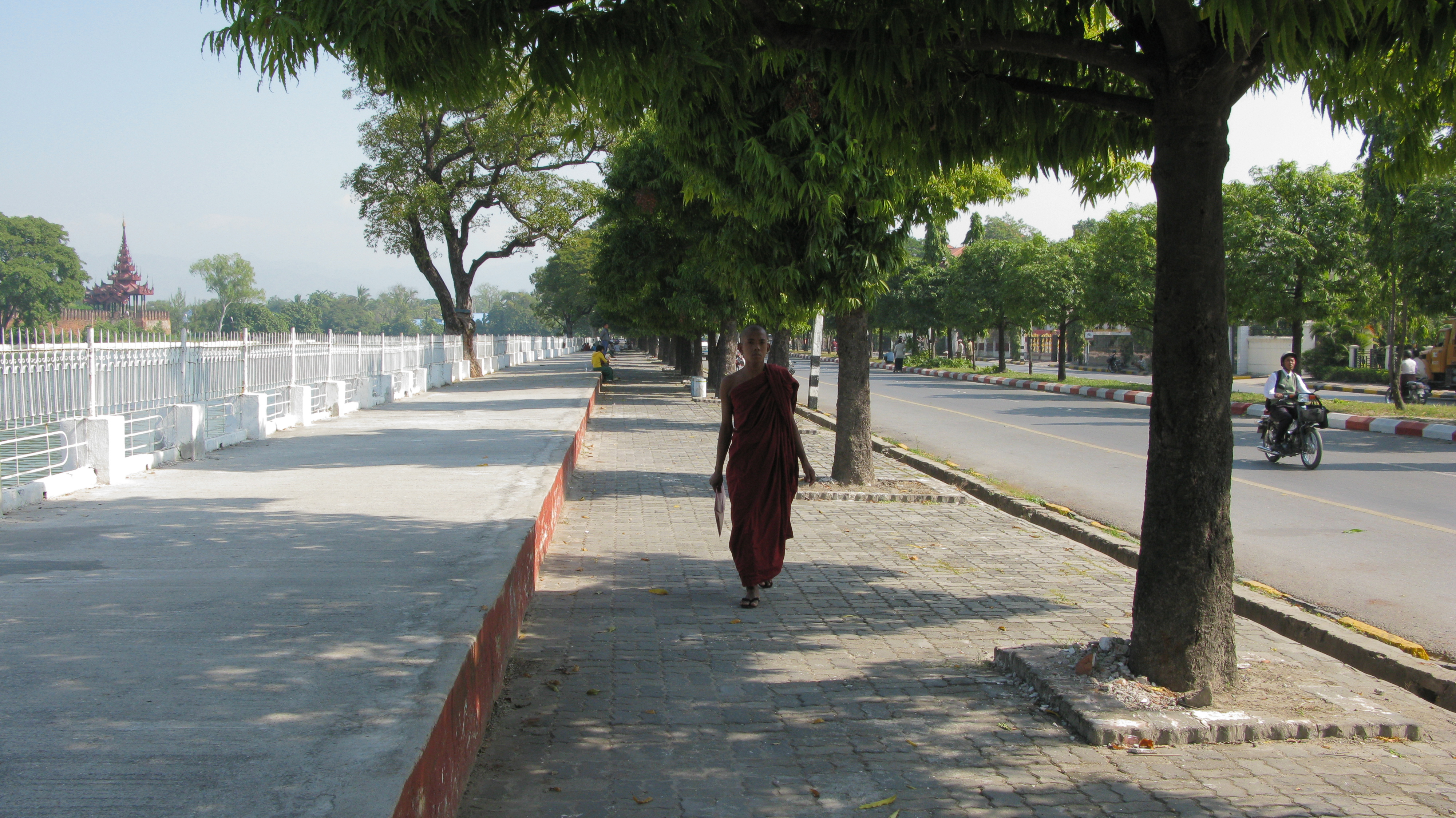